# Indiga
Indiga (in russo Индига?) è una località della Russia europea nord-occidentale (Circondario Autonomo dei Nenec), porto sul golfo di Čëša, presso la foce del fiume omonimo.

## Clima
| Indiga (1991-2020) Fonte: | Mesi         | Mesi         | Mesi         | Mesi         | Mesi         | Mesi        | Mesi        | Mesi        | Mesi        | Mesi         | Mesi         | Mesi         | Stagioni | Stagioni | Stagioni | Stagioni | Anno  |
| Indiga (1991-2020) Fonte: | Gen          | Feb          | Mar          | Apr          | Mag          | Giu         | Lug         | Ago         | Set         | Ott          | Nov          | Dic          | Inv      | Pri      | Est      | Aut      | Anno  |
| ------------------------- | ------------ | ------------ | ------------ | ------------ | ------------ | ----------- | ----------- | ----------- | ----------- | ------------ | ------------ | ------------ | -------- | -------- | -------- | -------- | ----- |
| T. max. media (°C)        | −10,3        | −10,2        | −6,4         | −1,4         | 4,2          | 11,0        | 15,7        | 13,5        | 9,6         | 3,2          | −3,2         | −6,6         | −9,0     | −1,2     | 13,4     | 3,2      | 1,6   |
| T. media (°C)             | −13,8        | −13,6        | −9,8         | −4,7         | 0,8          | 6,8         | 11,4        | 10,3        | 7,1         | 1,2          | −5,8         | −9,6         | −12,3    | −4,6     | 9,5      | 0,8      | −1,6  |
| T. min. media (°C)        | −17,6        | −17,5        | −13,5        | −8,1         | −1,9         | 3,8         | 8,2         | 7,8         | 4,9         | −0,8         | −8,7         | −12,9        | −16,0    | −7,8     | 6,6      | −1,5     | −4,7  |
| T. max. assoluta (°C)     | 2,5 (1981)   | 2,1 (1986)   | 5,1 (1967)   | 14,9 (2001)  | 26,8 (2021)  | 29,9 (1956) | 31,6 (2020) | 29,4 (1964) | 23,6 (1992) | 15,2 (1967)  | 7,3 (1934)   | 2,7 (1972)   | 2,7      | 26,8     | 31,6     | 23,6     | 31,6  |
| T. min. assoluta (°C)     | −43,2 (1999) | −42,2 (1951) | −40,6 (1964) | −34,6 (1941) | −23,9 (1961) | −7,8 (1928) | −0,7 (1978) | −2,7 (1969) | −8,8 (1939) | −24,7 (1940) | −35,5 (1968) | −42,5 (1978) | −43,2    | −40,6    | −7,8     | −35,5    | −43,2 |
| Precipitazioni (mm)       | 25           | 22           | 24           | 21           | 26           | 46          | 38          | 55          | 55          | 55           | 33           | 26           | 73       | 71       | 139      | 143      | 426   |